# Zeche Löwe
Die Zeche Löwe in Wetter-Silschede ist ein ehemaliges Steinkohlenbergwerk. Das Bergwerk war auch unter den Namen Zeche Loewe und Zeche Löwenbanck bekannt. Das Bergwerk befand sich gemäß der Niemeyerschen Karte zwischen der Straße Am Hülsey, der Schlebuscher Straße und der Straße Im Blumenthal.

## Bergwerksgeschichte
Am 14. Februar des Jahres 1721 fand die allgemeine Verleihung für das Bergwerk statt. Im Anschluss daran war das Bergwerk in Betrieb. In den Jahren 1737 und 1739 war das Bergwerk nachweislich in Betrieb. 1739 wurde das Bergwerk vermessen. Gemäß den Aufzeichnungen des Amtes Wetter war im Jahr 1755 Herman Diederich auf der Straße als Schichtmeister auf dem Bergwerk tätig. Gewerken waren Ostermann Wate und die Erbengemeinschaft Kemna. 1761 wurden drei Längenfeld vermessen. Auch in den Jahren 1769 und 1784 war das Bergwerk nachweislich in Betrieb, 1787 wurde das Bergwerk in der Niemeyerschen Karte aufgeführt. Bereits vor 1796 wurde das Bergwerk stillgelegt, 1821 wurde das Grubenfeld durch einen Stollenquerschlag aus dem Feld Trappe gelöst. 1828 wurde die Zeche Löwe mit der Zeche Freier Vogel vereinigt. Grund für diese Vereinigung zur Zeche Löwe & Freier Vogel waren Versuchsarbeiten. Das Feld wurde zunächst durch einen Stollen der Zeche St. Peter gelöst. Das vereinigte Bergwerk ging im Mai desselben Jahres in Betrieb. Die abgebauten Kohlen der Zeche Löwe & Freier Vogel wurden im Schacht Friedrich Wilhelm der Zeche Trappe gefördert. Im darauf folgenden Jahr wurde die Vereinigung wieder aufgelöst und die Zeche Löwe außer Betrieb gesetzt. 
Im Januar 1830 wurde die Zeche mit einem neuen Tagetrieb erneut in Betrieb genommen. 1833 wurde der Schacht Wilhelm bis zur Trapper Erbstollensohle abgeteuft. Der Schacht Wilhelm wurde als gebrochener Schacht erstellt. 1835 ging Schacht Wilhelm als Förderschacht in Betrieb, außerdem waren weitere Stollenschächte vorhanden, diese waren für den Schlebuscher Erbstollen als Lichtlöcher in Funktion. Am 12. März des Jahres wurde ein strittiges Teilfeld mit dem Restfeld der Zeche Löwe zur Zeche Vereinigte Löwe vereinigt. Im November desselben Jahres wurde das Restfeld stillgelegt.

### Förderung und Belegschaft
Die ersten Belegschaftszahlen stammen aus dem Jahr 1755, damals waren 14 Bergleute auf dem Bergwerk beschäftigt. Die ersten Förderzahlen des Bergwerks stammen aus dem Jahr 1830, damals wurden 2097 Scheffel Steinkohle gefördert. 1833 wurden 10.041 Scheffel Steinkohle gefördert, 1835 23.415 Scheffel. 1837 ging die Förderung auf 18.736 Scheffel Steinkohle zurück.

## Vereinigte Löwe
Die Zeche Vereinigte Löwe in Wetter-Silschede entstand am 12. März 1838 durch die rückwirkende Vereinigung eines strittigen Feldesteils mit dem Restfeld der Zeche Löwe. Das Grubenfeld war zwischen den beiden Zechen Freier Vogel und Löwe strittig. Im selben Jahr wurde der Schacht Wilhelm der Zeche Löwe übernommen. Im Jahr 1839 fand auf dem Bergwerk keinerlei Ausrichtungstätigkeit mehr statt. Um die Bewetterung zu verbessern wurden die Örter Nr. 6 und Nr. 7 Westen abwechselnd belegt. Für die Förderung der abgebauten Kohlen wurden zwei Schlepper und vier Haspelknechte eingesetzt. Im Jahr 1841 war der Schacht Wilhelm in Förderung. Ab Mai 1847 wurde das Bergwerk in Fristen gelegt, am 3. Juli 1849 wurden drei Längenfelder verliehen, 1854 war das Bergwerk vermutlich noch in Betrieb, ab 1855 war das Bergwerk wieder außer Betrieb.

### Förderung und Belegschaft
Die ersten bekannten Förder- und Belegschaftszahlen des Bergwerks stammen aus dem Jahr 1838, damals wurden mit 29 Bergleuten 1199 Tonnen Steinkohle gefördert. Es wurden melirte und Grußkohlen gefördert. 1840 wurden 5978 preußische Tonnen Steinkohle gefördert. Im Jahr 1845 ging die Förderung zurück auf 3784½ preußische Tonnen Steinkohle, diese Förderung wurde von acht bis neun Bergleuten erbracht. Die letzten Förderzahlen des Bergwerks stammen aus dem Jahr 1847, es wurden 1008¼ preußische Tonnen Steinkohle gefördert.

## Heutiger Zustand
Von der Zeche Löwe ist noch eines der Schachtgebäude und ein altes Kellergewölbe erhalten geblieben, das Gebäude wurde nach der Stilllegung der Zeche außer Betrieb genommen. Aus diesem Schachtgebäude wurden damals die Pferdefuhrwerke beladen. Pferde und Fuhrwerke waren am 31. Dezember 2017 abgebrannten "Lasterkotten" (Lasttier-Hof) untergebracht. Man sieht heute noch die Durchfahrt der Fuhrwerke am Nebengebäude der Zeche Löwe. Im Jahre 1978 wurde dieses Fachwerkhaus zu einem Wohnhaus umgebaut. Das Gebäude befindet sich "Am Hülsey" und ist bis heute den Pferden verbunden. Außerdem ist die Pinge des Schachtes Löwe noch vorhanden und befindet sich ca. 100 m nordöstlich des Gebäudes. Vom Schacht Löwe sind weder das Teufjahr noch die Betriebszeit bekannt. Die Pinge liegt direkt am Schlebuscher Weg.